# Sállajávrrie (Arvidsjaurs socken, Lappland, 729584-167231)
Sállajávrrie är en sjö i Arvidsjaurs kommun i Lappland och ingår i Åbyälvens huvudavrinningsområde.